# 메리 얼
메리 얼(Merie Earle, 1889년 5월 13일~1984년 11월 14일)은 미국의 배우이다. 글렌데일에서 사망하였다.

## 방송
- 월튼네 사람들

## 영화
- 최후의 9일(1978년)
- 크레이지 마마(1975년)
- 월튼네 사람들(1972년)
- 시카고 시카고(1969년)